# Electroindustri
Electroindustri är subgenre inom musikstilen industry. Electroindustri är helt eller i huvudsak producerad med elektroniska instrument, ofta är subgenren synonym med Electronic Body Music ("body"). Electroindustri har sin motsvarighet inom den moderna dansmusiken, Electro. Båda musikstilar är utpräglad dansmusik, men skiljer sig markant genom framtoningen, som är mycket mer brutal och samhällsmedveten i electroindustri än för electro. Det finns dock artister som Haujobb som närmat musikstilarna varandra.

## Exempel på artister
- Front Line Assembly
- Front 242
- Haujobb